# Герб Алёшек
Герб Олешек (укр. Герб Олешків) — официальный символ города Олешки Херсонской области Украины, утверждённый решением городского совета 29 сентября 1992 года.

## Описание
В верхней половине изображена казачья чайка (судно) — символ Олешковской Сечи, внизу на золотом поле гирлянда из сосновых веток, обрамляющая виноградную гроздь, что символизирует рукотворные леса, виноделие и достаток. Цвета герба соответствуют цветам флага Украины.

## История
Впервые герб города был утверждён 17 ноября 1844 год (ПСЗ №18690).

Эмблемагическое изображение реки, несущей в красном поле золотой скипетр государства, в знак того, что река Днепр приносит изобилие и богатство сему уезду, под благотворною защитою Российской державы
В гербах городов Российской империи река иногда эмблематически изображалась «в виде старика с длинными волосами и густою бородою, увенчанного венком из тростника, лежащего в камыше и облокотившегося на урну, из которой течёт вода».
В соответствии с геральдической реформой 1865 года герольдмейстер Б. В. Кёне в 1893 году разработал для города новый герб: 

В лазуревом щите, серебряная Запорожская галера с затянутыми парусами, а в вольной части герб Таврический. Щит увенчан серебряною башенной короною о трёх зубцах и окружён двумя золотистыми колосьями, перевитыми Александровскою лентою.
Новый герб был символизировал славное историческое прошлое: в древности через город проходил морской путь русских купцов и воинов в Константинополь и другие места; через Олешки они возвращались на родину после побед над Византией. Этим же путём плавали запорожские казаки

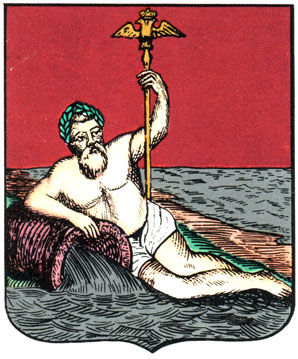
Герб 1844 г.
Герб 1893 г.
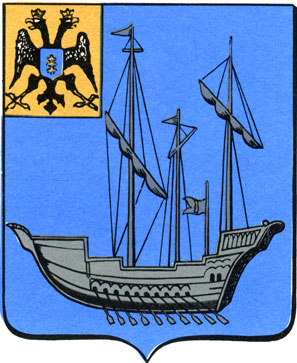
Герб 1893 г.
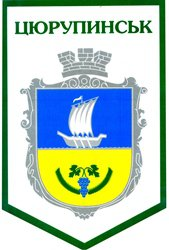
Герб с надписью «Цюрупинськ»